# Proteină plasmatică
Proteinele plasmatice, denumite uneori proteine sanguine, sunt proteinele prezente în plasma sanguină. Acestea îndeplinesc multe funcții, inclusiv transportul hormonilor, vitaminelor și mineralelor, precum și în activitate și funcționarea sistemului imunitar. Alte proteine sanguine acționează ca enzime, complement, componente, inhibitori de protează sau precursori de kinină. Deși este practic prezentă în sânge, hemoglobina nu este o proteină plasmatică, deoarece este transportată în interiorul globulelor roșii și nu circulă liber în mediul sanguin.

## Tipuri
Albuminele serică reprezintă 55% din proteinele sângelui, contribuie în mare măsură la menținerea presiunii oncotice a plasmei și ajută, ca purtător, la transportul lipidelor și al hormonilor steroizi. Globulinele reprezintă 38% din proteinele sanguine și transportă ioni, hormoni și lipide, contribuind la funcția imunitară. Fibrinogenul reprezintă 7% din proteinele sanguine; transformarea fibrinogenului în fibrină insolubilă este esențială pentru coagularea sângelui. Restul proteinelor plasmatice (1%) sunt proteine reglatoare, precum enzimele, proenzimele și hormonii. Toate proteinele din sânge sunt sintetizate în ficat, cu excepția gamma-globulinelor.

### Familii
| Proteina plasmatică   | Niveluri fiziologice | %   | Funcție                                                              |
| --------------------- | -------------------- | --- | -------------------------------------------------------------------- |
| Albumine              | 3,5–5,0 g/dl         | 55% | creează și mențin presiunea osmotică; transportă molecule insolubile |
| Globuline             | 2,0–2,5 g/dl         | 38% | participă în sistemul imunitar                                       |
| Fibrinogen            | 0,2–0,45 g/dl        | 7%  | Coagularea sanguină                                                  |
| Proteine reglatoare   |                      | <1% | Reglarea expresiei genice                                            |
| Factori ai coagulării |                      | <1% | Conversia fibrinogenului în fibrină                                  |